# La parabola della parabola. La narrazione dell'assoluto dai Vangeli a Kafka
La parabola della parabola. La narrazione dell'assoluto dai Vangeli a Kafka è un saggio di Gianmario Pagano pubblicato nel 2018.

## Premessa
Nella traduzione greca della Bibbia, per rendere il termine ebraico mešal,  viene usata la parola parabola che significa paragone. 
La parabola consiste in un racconto che richiede un'interpretazione, coinvolge l'ascoltatore fino a fargli prendere posizione che successivamente viene messa in discussione; tuttavia all'ascoltatore viene anche offerta una possibile soluzione.
La parabola è un genere letterario e quindi il suo utilizzo non è esclusivo dei Vangeli.

## Contenuto
Nei Vangeli la frase: "Il Regno dei Cieli è simile a..."  si ripete spesso per introdurre una parabola che costituisce la modalità comunicativa che Gesù sceglie per predicare alle folle, la parabola diviene il mezzo attraverso il quale l'Assoluto rivela se stesso con il linguaggio del quotidiano. Per le caratteristiche peculiari che contraddistinguono la parabola, in primo luogo avviene l'ascolto e la lettura e, successivamente, l'interpretazione. Quindi se da una parte l'Assoluto diventa poesia, narrazione e arte, dall'altra è possibile risalire da queste al divino. 
Nel prendere in considerazione la parabola come genere letterario, l'autore esamina lo sviluppo concettuale del romanzo anche alla luce delle riflessioni di György Lukács  e afferma che la parabola non solo è presente in letteratura ma ha una funzione peculiare in autori come Fedor Dostoewskji, Franz Kafka e Fredrich Nietzsche. Ma qual è il filo conduttore che lega questi autori così apparentemente lontani fra loro? Quali analogie possono esserci tra le parabole evangeliche, la Visione e l’Enigma nella parte terza di Così parlò Zarathustra, la Leggenda del Grande Inquisitore ne I fratelli Karamazov e la vicenda dell'uomo di campagna davanti alla Porta della Legge ne Il processo? Dopo aver ripercorso l'evoluzione e lo sviluppo della parabola alla luce del pensiero di Theodor W. Adorno e Walter Benjamin, dopo un'analisi della struttura della parabola classica tenendo conto dei contributi dell'esegesi contemporanea, Gianmario Pagano mette a confronto la parabola del Buon Samaritano narrata nel vangelo di Luca con i tre racconti citati in precedenza in modo che emergano elementi comuni e differenze formali. 
In una delle riflessioni finali l'autore sottolinea come: "Nella parabola e per mezzo della parabola ogni uomo pensante non è solo essere. Egli è un essere chiamato a scegliere cosa essere".